# Terthron africana
Terthron africana är en insektsart som beskrevs av Asche 1988. Terthron africana ingår i släktet Terthron och familjen sporrstritar. Inga underarter finns listade i Catalogue of Life.